# Christoph Lorbeer
Christoph Lorbeer oder Lorber (* unbekannt; † 16. Oktober 1555 in Stralsund) war ein deutscher Politiker und Bürgermeister der Hansestadt Stralsund.

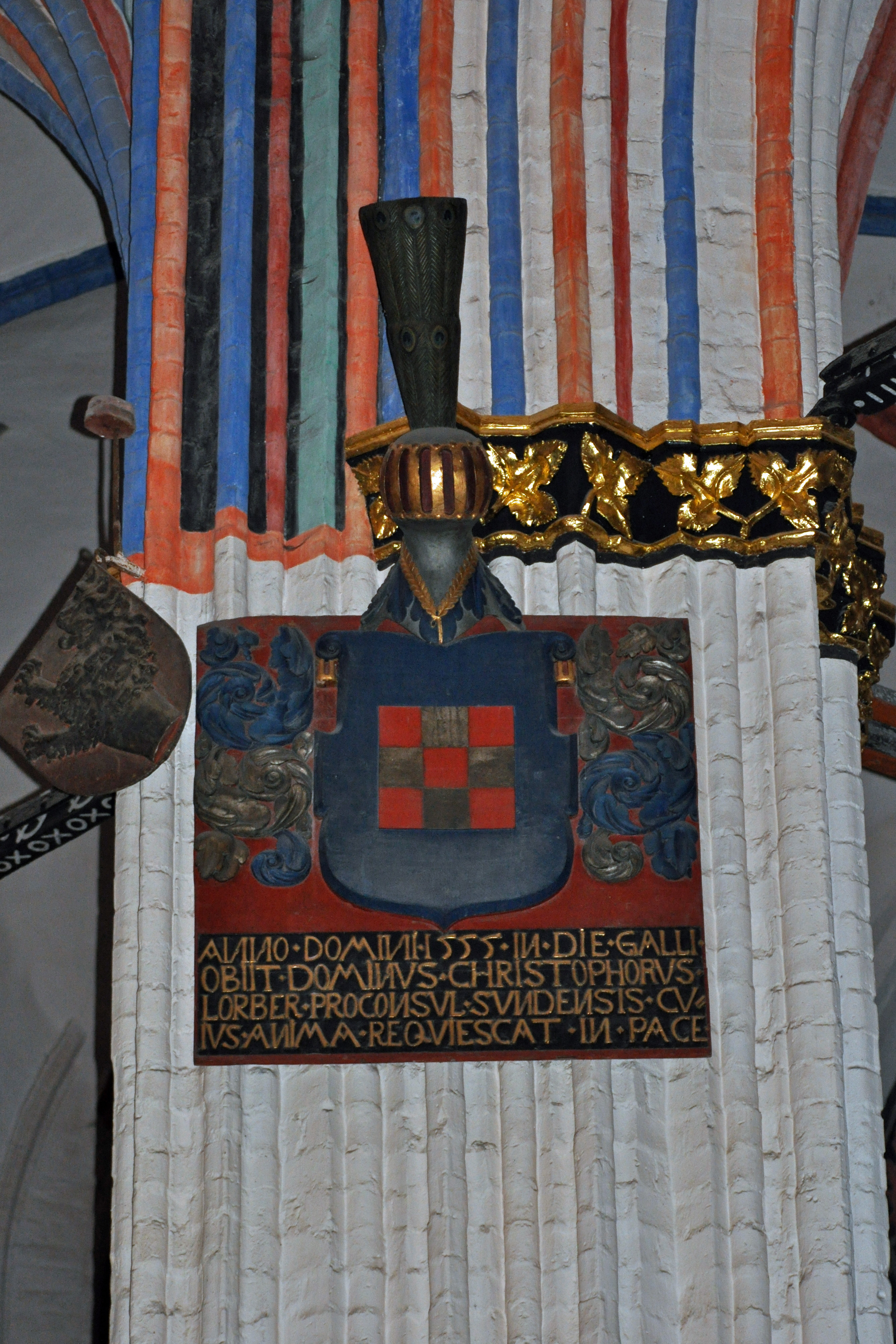
Epitaph des Christoph Lorber († 1555) in der St.-Nikolai-Kirche Stralsund

## Biographie
Lorbeer entstammte der Familie Lorber, die angeblich auf ein altes dänischen Rittergeschlecht zurückgingen. 1507 wurde er in den Rat der Stadt Stralsund gewählt und erlangte dort, auch durch seinen Schwiegervater Zabel Oseborn, bald großen Einfluss.
Er wandte sich jedoch nach 1523, als die Reformation in Stralsund durch Christian Ketelhot verbreitet wurde, von Oseborn ab und betrieb mit seinen Freunden Roloff Möller und Franz Wessel eine auf eine Demokratisierung des Rates und eine Festigung der Reformation gerichtete Politik. Mit Unterstützung des Bürgermeisters Nikolaus Smiterlow ließ er Ketelhot und Kureke in den Stralsunder Pfarrkirchen predigen und schützte auch den Chronisten Johann Berckmann.
Er wurde zusammen mit Roloff Möller 1524 Bürgermeister und betrieb als solcher weiter die Ratsreform, die Einführung des „48er-Ausschusses“ und der Kirchen- und Schulreform. Er ließ u. a. Johannes Aepinus in Stralsund unterrichten und unterstützte Johannes Knipstro.
Lorbeer war 1528 in der Auseinandersetzung Stralsunds mit dem Abt des Klosters Neuenkamp (später Franzburg) als Vermittler tätig. Auch war er 1527 bis 1530 Abgesandter Stralsunds vor dem Reichskammergericht, das über die Entsetzung der katholischen Geistlichkeit richten sollte.
Nach der Weigerung Smiterlows, den Kampf Lübecks unter dessen Bürgermeister Jürgen Wullenwever gegen Dänemark und Schweden zu unterstützen, und der darauf folgenden Abdankung Smiterlows nach der Erhebung des Volkszorns in Stralsund unterstützte Lorbeer zunächst die Auseinandersetzungen durch Geld, Schiffe und Söldner. Als er jedoch sah, dass das Unternehmen zu scheitern drohte, widerrief er die Zusage Stralsunds durch Abschneiden des Siegels der Stadt. Auch die Rezesse von 1534 und 1535 ließ er zurücknehmen.
Er blieb bis zu seinem Tod 1555 in Stralsund Bürgermeister der Stadt.
Sowohl Johann Berckmann als auch Bartholomäus Sastrow erwähnen ihn ausführlich in ihren Chroniken.

## Familie
Christoph Lorbeer war der Schwiegersohn Zabel Oseborns. Er hatte zwei Söhne, Olof und Zabel Lorbeer.